# Delportshoop
Delportshoop (afrikaans), auch Tsineng und Dekgathlong (Setswana), ist ein südafrikanischer Ort in der Gemeinde Dikgatlong, Distrikt Frances Baard in der Provinz Northern Cape. Er liegt rund 26 Straßenkilometer nordwestlich von Barkly West. Im Jahre 2011 hatte Delportshoop 4788 Einwohner in 1155 Haushalten. Die zwei Ortsteile Tidimalo und Proteahof liegen östlich des älteren Siedlungskerns und wurden als Township mit einer Pufferzone geplant.

## Geschichte
Der Ort Delportshoop liegt am Zusammenfluss des Vaal mit dem Harts und entstand aus einem Camp von Diamantensuchern. Der Ortsname ist auf die Person zurückzuführen, die hier zuerst Diamanten fand. Zum höffigen Gebiet wurde die Gegend 1871 offiziell erklärt. Eine Dorfverwaltung entstand jedoch erst 1931 und 1970 erhielt Delportshoop den Gemeindestatus zuerkannt.
In Setswana, der Sprache der Tswana gibt es für den Ort zwei Bezeichnungen jeweils mit mehreren geringfügig voneinander abweichenden Varianten. Das sind Tsineng (Tsining, Tsening, Tsenin und Tsoneng) und Dekgathlong (Dekhathlong, Dekatlong, Dekgathlong, Dikgatlhong, Likatlong und Likhatlhong). Der Name Dekgathlong bedeutet „Ort des Treffpunkts“, was auf den Zusammenfluss von Vaal und Harts abzielt.
Seit 1869 wurden entlang des Vaal Diamanten in den Sedimenten gefunden. Die Suche erstreckte sich besonders flussabwärts zwischen Windsorton, Barkly West und Delportshoop. Im Jahr 1870 führten die Verhandlungen zwischen burischen Politikern und Repräsentanten der Griqua zur Auswanderung dieser Bevölkerungsgruppen und die Administration des Oranje-Freistaats proklamierte die Gegend zu ihrem Territorium.

## Besonderheiten
Zwischen Delportshoop und Barkly West wurden bei archäologischen Grabungen Relikte aus dem Altpaläolithikum geborgen, deren Alter auf etwa 2,3 Mio. Jahre geschätzt wird. Damit wäre diese Fundstelle eine der ältesten mit paläoanthropogenen Zeugnissen in Südafrika.

## Wirtschaft
Delportshoop ist mit seiner Wasseraufbereitungsanlage an das von Sedibeng Water verwaltete, regionale Verbundsystem Vaal Gamagara Regional Water Supply Scheme angeschlossen. Zudem ist der Ort in das Vaalharts Irrigation Scheme eingebunden.

## Verkehr
Auf dem Landweg ist Delportshoop über die Regionalstraße R31 aus Richtung Kimberley (63 km) oder über die R370 von Warrenton (84 km) erreichbar. Durch Kimberley verlaufen die Nationalstraße N8 und die Nationalstraße N12. In der Nähe des Ortes befindet sich der Haltepunkt Borrelskop an der Eisenbahnstrecke Kimberley–Barkly West–Sishen–Hotazel.

## Weiterführende Literatur
- D. Wilke: Van delwerskamp tot dorp: Delportshoop, 1871–1931. Master-Arbeit (M.A.) University of Port Elizabeth, Port Elizabeth 1993.